# Пульс демократії

## Історія
Міжнародна громадська організація "Пульс демократії" була заснована у 2005 році громадськими лідерами Азербайджану та України. Хікмет Джавадов, доктор юридичних наук, був головою цієї міжнародної громадської організації з моменту її заснування.
За роки свого існування організація здійснила ряд масштабних заходів з розвитку громадянського суспільства в Україні та Азербайджані, в тому числі організацію Українсько-азербайджанського міжнародного молодіжного форуму 2005 року.
Азербайджанська літня школа вже кілька років діє в Києві за підтримки міжнародної громадської організації «Пульс демократії». Заняття в школі проводяться регулярно по неділях протягом навчального року. У школі відвідують не лише азербайджанців, а й українців, які хочуть вивчити азербайджанську мову та цікавляться культурою, історією та традиціями Азербайджану. Заняття в школі викладають азербайджанці, які вільно володіють азербайджанською та російською мовами.
Міжнародна громадська організація "Пульс демократії" також видала свідоцтво про державну реєстрацію першого номера газети "Азербайджанський Созу", що вийшов у Києві у вересні 2010 року (серійні, друковані ЗМІ, серія KU, N = 552-190P, 12.07.2010 ) є засновником. Зусиллями цієї організації та юридичної фірми «Торі» було створено Адалат, азербайджано-українську юридичну клініку. Юридична клініка надає безкоштовну правову допомогу співвітчизникам Азербайджану в Україні за такими напрямками: консультації з усіх галузей права, підготовка документів, представництво інтересів у судах, правоохоронних та державних органах.
Команда міжнародної громадської організації "Пульс демократії" складається з професійних юристів, політологів, журналістів та економістів з України та Азербайджану. Організація повністю відкрита до співпраці з іншими громадськими організаціями, державними установами та окремими молодими лідерами. Однією з головних цілей організації є сприяння відкритому діалогу між українською та азербайджанською громадами.